# Csikung
A csikung (hagyományos kínai: 氣功, pinjin: Qigong) a taoizmus és a fő kínai filozófiai hagyományok által kidolgozott ismeretek összessége a pszichológiai és fizikai jólétre vonatkozóan. Tágabb értelemben a csikung az egészség megtartásának és fejlesztésének művészete, egyben tudomány, filozófia, gondolkodásmód és a világegyetemmel történő információ- és energiacsere módszere, amelyet a relaxáció, öngyógyítás, meditáció, az önművelés és harcművészeti edzés céljából is használják.
A csi energiát, életerőt jelent, a kung pedig művelést, gyakorlást.
A gyakorlás technikailag három részre oszlik:
- Tui Na („energetikai masszázs”),
- dao jin (általános, keleti gimnasztika),
- az igazi csikung („az energiákkal végzett munka”).

## Irányzatok
A céloktól és módszerektől függően különböző irányzatok és iskolák léteznek. Ezek alapján megkülönböztetünk konfuciánus, taoista, buddhista, gyógyító és harcművészeti irányzatokat. 

## A gyógyító csikung

### A gyógyító csikung története
A gyógyító csikung a hagyományos kínai gyógyászat egyik ága. A csi modern írásjele amely levegőt, lélegzetet vagy „életerőt” jelent, azt a téves benyomást kelti, hogy a csikung légzőgyakorlat, amelynek célja a megnövekedett oxigén bevitel. Ezzel szemben a csikung ősi írásjele a helyes, amelyben a Wu üresség és a tűz írásjelei vannak. Eszerint a csikung annak az útja, hogy megszabaduljunk a belső hőségtől (harag és nyugtalanság) és elérjük a természetes békét és nyugalmat. Rengeteg válfaja van, amelyek egy része lassú, egyenletes mozgást használ. Néhány változatában szinte egyáltalán nincs mozgás, csak álló, ülő vagy fekvő testhelyzetben való meditáció. A változatok különböző elveken nyugszanak, mint a Jin-Jang, Öt elem, stb., de mind egyetért abban, hogy a csi az élet alapja.
A gong jelentése munka, tehát a csikung (chi gong, qi gong) az életerővel történő gyakorlás, vagy az energia mozgatása. A fogalom az 1970-es években vált igazán ismertté, amikor művelőit már nem üldözték, sőt, az állam támogatta a csikunggal kapcsolatos kutatásokat. Ekkor, az un. „Csikung hullám” idején 10,000-40,000 fős tömegek gyakoroltak együtt sportcsarnokokban. Ekkor születtek a leghatékonyabb, a régi alapokon nyugvó, de modern kutatásokkal támogatott gyógyító új csikung rendszerek. (Pl. Zhineng, Guo Lin, Xiang Gong /lásd a kínai sporthivatal által közzétett listát a leghatékonyabb gyógyító csikungokról). A csikung maga több mint 7000 éves hagyományra tekint vissza [forrás?] és nemzedékről nemzedékre szájhagyomány útján öröklődött.

### A csikung ma
Ma a világ szinte minden pontján ismert a csikung gyakorlatok jótékony hatása. Sokféle válfaját vitték el a kínai csikung mesterek a világ különböző pontjaira. Ehhez az is hozzájárult, hogy egyrészt Kína nyitott a külvilág felé, másrészt azért még mindig korlátozva van Kínában és sok mester inkább azt választotta, hogy elhagyja a szülőföldjét. Jelenleg új mozgalom van kialakulóban Kínában, Európában és az Egyesült Államokban, amely a nyugati világban próbálja megőrizni a csikung értékeit, a nyugati tudományos módszerek alkalmazásával segíteni fejlődését.
Ami a csikung tudományos alapjait illeti, sok nyugati orvos elveti a többi alternatív gyógyászati technikával együtt. Legfeljebb hasznos, egészséges tornának fogadja el ellentétben a kínai gyógyászattal, ahol viszont teljes körű elismertségnek örvend. Ugyanakkor egyre több publikáció lát napvilágot ahol tudományosan alátámasztják, hogy a csikung gyakorlatoknak köszönhető a javulás.  míg Kínában évtizedek óta rengeteg orvosi kutatási eredményt publikáltak és publikálnak. Legutóbbi a korona vírussal kapcsolatosan a Wuhan környékén lévő rögtönzött kórházban 

### A csikung és a harcművészet
Minden keleti harcművészet alapja a csikung. Ez esetben a belső erő kifejlesztésére használják és arra, hogy a gondolataik erejével lefegyverezzék az ellenséget. Itt egy angol nyelvű videó ami ezt bemutatja - a kínai mester el is magyarázza és bemutatja a technikát a hitetlen amerikai riportereknek.
https://www.youtube.com/watch?v=nu99GRUUN6Y
A harcművészetben azért vannak mindig körkörös mozdulatok, mert ezt a belső "csi" -t (energiát, életerőt) hozzák fel az úgynevezett "alsó tantienből (dandien). A jó harcművész soha nem az izomerejét használja, hanem ezt a belső erőt és az ellensége erejét. Legismertebb talán a Saolin kungfu, de természetesen ide tartozik a tai chi chuan is.
Itt szeretném még megemlíteni, hogy amíg a csikung lágy mozgásokból, faállásokból és meditációból áll, aminek a célja az energiagyűjtés és az energiapályák kitisztítása, addig a tai chi és a harcművészetek már használják ezt a belső erőt/energiát. Ezért van az, hogy minden harcművészetnél oktatnak csikungot is, mert ez adja meg az alapokat a küzdelemhez.

## Külső hivatkozások
- Csikung tanfolyamok
- Csikung tanfolyamok Magyarországon
- Csikung videók
- Csikung gyakorlás
- Online csikung gyakorlás